# Cyprien Iov
Cyprien Iov, também conhecido como Monsieur Dream (Nice, 12 de maio de 1989), é um cineasta, ator, roteirista e youtuber francês. Em maio de 2017, seu canal no YouTube possuía mais de 10,7 milhões de inscritos e registrava mais de 1,5 bilhão de visualizações.

## Carreira
Em abril de 2007, Cyprien criou um blog e iniciou postando vídeos e podcasts de humor. Apenas três meses após a abertura do blog, Cyprien participou de um concurso para bloggers organizado por Loïc Le Meur, um empresário francês. Dos 47 candidatos, o júri de 11 blogueiros, jornalistas e empresários, elegeram-no Monsieur Dream em 6 de agosto. Vencedor do concurso, Cyprien ganha € 500 em vales e a oportunidade de escrever para o blog de Loïc Le Meur.
Em abril de 2008, depois de um semestre na Faculdade de Economia e Gestão de Aix-Marseille, Cyprien deixa o sul da França e se estabelece em um pequeno apartamento na capital. Chegando a capital, ele começa a escrever na coluna Rewind, uma coluna semanal sobre acontecimentos incomuns. De julho a novembro de 2008, Cyprien criou uma série de vídeos humorísticos intitulado L'appart.
Cyprien criou e roteirizou Super Mega Noël, um curta-metragem de humor sobre natal. Em 21 de dezembro de 2016, ele lançou seu primeiro videojogo, Nope Quiz, disponível em Android e iOS.

## Filmografia

### Curta-metragens
| Ano  | Título          | Papel             |
| ---- | --------------- | ----------------- |
| 2008 | Super Méga Noël | Père Noël         |
| 2015 | Technophobe     | Arthur            |
| 2015 | Le Hater        | Félix             |
| 2016 | La Cartouche    | Gabi              |
| 2017 | Le Déménagement | Maximilien Faivre |

### Séries de televisão
| Ano  | Título                | Papel           |
| ---- | --------------------- | --------------- |
| 2012 | Bref                  |                 |
| 2012 | La Question de la fin | Zinédine Zidane |
| 2017 | Presques adultes      |                 |

## Prêmios e indicações
| Ano  | Prémio            | Nomeação          | Resultado | Ref.        |
| ---- | ----------------- | ----------------- | --------- | ----------- |
| 2014 | Web Comedy Awards | Esboço coletivo   | Venceu    | [ 7 ] [ 8 ] |
| 2014 | Web Comedy Awards | Vídeo do Ano      | Venceu    | [ 7 ] [ 8 ] |
| 2014 | Web Comedy Awards | Sketch solo       | Indicado  | [ 7 ] [ 8 ] |
| 2014 | Web Comedy Awards | Artista masculino | Indicado  | [ 7 ] [ 8 ] |